# The Black Keys
The Black Keys — американская рок-группа, сформированная в 2001 году в городе Акрон. Играет музыку в жанрах блюз-рок, гаражный рок и инди-рок. На протяжении всего своего существования группа состоит из двух человек: Дэна Ауэрбаха (вокал, гитара) и Патрика Карни (ударные). По состоянию на октябрь 2011 года, группа продала более 2 миллионов копий альбомов в Соединенных Штатах.

## История

### Формирование
Впервые Дэн Ауэрбах и Патрик Карни встретились когда им было 8-9 лет, оба жили в одном районе в Акроне и ходили в одну школу, тогда они и стали друзьями. Но в то время, как Дэн был капитаном школьной футбольной команды, Патрик был необщителен и мало с кем водился. В старших классах школы они стали собираться и устраивать домашние джемы. Дэн как раз усиленно занимался гитарой, а у Патрика, который ещё в 12 лет выпросил у отца гитару и даже брал уроки игры, но так и не подружился с инструментом, была своя барабанная установка и 4-дорожечный магнитофон.
Через некоторое время после окончания школы оба поступили в Университет Акрона, но вскоре были отчислены. Тогда Ауэрбах пытался заработать на жизнь, выступая в местных барах, и, поняв, что без демозаписи пробиться на сцены других городов невозможно, он обратился за помощью к Карни. Патрик согласился и предоставил свой подвал для репетиций, Дэн должен был только найти остальных музыкантов, что он и сделал. Но в назначенное время никто не пришёл, тогда друзья начали играть вдвоём. После нескольких таких встреч была сделана демозапись из шести треков, состоявшая «из блюзовых стандартов и поспешно написанных текстов».
Своё демо музыканты разослали нескольким студиям. Спустя малое время ребята получили предложение от инди-лейбла Alive из Лос-Анджелеса и, конечно же, согласились
.

### The Big Come Up(2001—2002)
Коллектив выпустил свой дебютный альбом The Big Come Up в начале 2002 года. Проект был очень успешным для молодой рок-группы. Как и второй альбом, он был полностью записан в подвале барабанщика Патрика Карни на восьмитрековую кассету магнитофона восьмидесятых годов. За альбомом последовали два сингла «Leavin' Trunk» и «She Said, She Said», которые были выпущены как EP. Оба являются кавер-версиями песен: «Leavin' Trunk» (традиционный стандартный блюз), «She Said, She Said» (The Beatles). Композиция «I’ll Be Your Man» из дебютного альбома позднее использовалась в качестве саундтрека к сериалу Hung (канал НВО). Песня «The Breaks» оказалась в плей-листе к фильму Гая Ричи «Рок-н-рольщик».

### Thickfreakness (2002—2003)
The Black Keys выпустили свой второй альбом Thickfreakness в апреле 2003 года. Он был записан на магнитофоне Tascam 388 в подвале Карни. Альбом был одобрен музыкальными критиками. Вслед за ним вышло три сингла: «Set You Free»; «Hard Row» (который прозвучал на пробном выпуске телесериала Sons of Anarchy на FX TV); «Have Love, Will Travel» — кавер-версия на песню Ричарда Берри. Ещё одной авторской музыкальной композицией стала «Everywhere I Go» Джуниора Кимбро. Песня «Set You Free» вошла в саундтрек к фильму «Школа рока», а также к комедии «Люблю тебя, чувак».
16 сентября 2003 года The Black Keys выпустили EP с американским музыкальным коллективом The Six Parts Seven под названием The Six Parts Seven/The Black Keys EP.

### Rubber Factory (2004—2005)
В 2004 году был выпущен третий альбом The Black Keys под названием Rubber Factory. Благодаря последним двум проектам группа получила популярность, и их авторитет в музыкальных кругах постоянно рос. Rubber Factory был записан на заброшенном заводе в начале 2004 года, который был расположен в Акроне. По словам Патрика Карни, он был снесен в начале 2010 года. Вслед за альбомом последовало три сингла «10 A.M. Automatic», «Till I Get My Way» и «Girl Is On My Mind». Композиция «When the Lights Go Out» прозвучала в трейлере к фильму «Стон чёрной змеи». Кроме того, песня «10 A.M. Automatic» вошла в плей-лист таких фильмов, как «Живи свободным или умри», «За удачей», а также оказалась в саундтреке к игре MLB 06: The Show.
В 2005 году группа выпустила своё первое концертное видео под названием Live, записанное 18 марта 2005 года в The Metro Theatre (Сидней, Австралия).
19 января 2004 года вышел новый EP — The Moan. Он объединил четыре композиции: «Have Love Will Travel», альтернативную версию «Heavy Soul» и два кавера.

### Magic Potion (2006—2007)
2 мая 2006 года The Black Keys выпустили EP под названием Chulahoma: The Songs of Junior Kimbrough, который содержал кавер-версии на песни американского блюзмена Джуниора Кимбро. Спустя четыре дня состоялся релиз их второго концертного альбома Live in Austin, TX (также известного как Thickfreakness in Austin), который был записан 24 октября 2004 года. Вскоре появился в продаже четвёртый студийный альбом Magic Potion, записанный на Nonesuch Records и поспособствовавший выходу трех синглов «You’re the One», «Your Touch» и «Just Got To Be», последний из которых вошёл в саундтрек к игре NHL 08. Your Touch позже оказался в плей-листе фильма «Добро пожаловать в Зомбилэнд» и сериала «На дне». The Black Keys записали кавер-версию композиции «The Wicked Messenger» для фильма «Меня там нет» и песню If You Ever Slip (слова Джесси Харрис) для драмы «Самый жаркий штат».

### Attack & Release и BlakRoc (2008—2009)
Attack & Release, пятый альбом группы, был спродюсирован Брайаном Джозефом Бёртоном (Danger Mouse) и выпущен 1 апреля 2008 года. Attack & Release дебютировал на 14 позиции в Billboard 200. Альбомными синглами стали «Strange Times», «I Got Mine» и «Same Old Thing». «Strange Times» прозвучал в видео играх Grand Theft Auto IV, NASCAR 09 и Driver: San Francisco. «I Got Mine» оказался на 23 месте в рейтинге ста лучших песен 2008 года по версии издания Rolling Stone . «I Got Mine» был задействован в качестве главной музыкальной темы в канадском сериале The Bridge, а также звучал в фильме «Дружинники» и в фильме «Команда-А». Композиция «Lies» из нового альбома звучала в эпизодах сериалов «Большая любовь» и «Обмани меня». «So He Won’t Break» вошла в саундтрек к популярному сериалу «Холм одного дерева». Согласно интервью с Pitchfork Media The Black Keys должны были сотрудничать с Айком Тёрнером для записи альбома, который должен был быть выпущен Брайаном Джозефом Бертоном в 2007 году, но совместная работа прервалась в связи со смертью Тернера в декабре этого же года.
18 ноября 2008 года было выпущено концертное видео Live at the Crystal Ballroom, записанное 4 апреля в Портленде (штат Орегон).
17 октября 2008 года The Black Keys выступили с американским коллективом Devo на специальном концерте в The Akron Civic Theater в поддержку предвыборной кампании Барака Обамы. В ноябре группа осуществила тур по Европе вместе с австралийским музыкантом Лайамом Финном (Liam Finn). 6 июня 2009 года The Black Keys выступили с The Roots, TV on the Radio, Public Enemy, Antibalas и другими исполнителями на Festival Pier в Филадельфии. Они также отыграли на девятой ежегодной церемонии Independent Music Awards в поддержку начинающих музыкантов.
10 февраля 2009 года вокалист и гитарист Дэн Ауэрбах выпустил свой сольный альбом Keep It Hid. В это время барабанщик Патрик Карни формирует инди-группу под названием Drummer, которая заключает контракт с независимым лейблом Audio Eagle Records. Выход дебютного альбома Feel Good Together коллектива Drummer состоялся 29 сентября 2009 года.
Blakroc — это совместный проект The Black Keys и нескольких хип-хоп артистов, выпущенный в Чёрную Пятницу (день, следующий за Днем Благодарения). В записи альбома принимали участие Mos Def, RZA, Raekwon, Pharoahe Monch, Q-Tip, NOE, Jim Jones, Nicole Wray, M.O.P. Пластинка была записана в Бруклине (Нью-Йорк). Ауэрбах на официальном сайте проекта заявил: «Пат и я готовились к этой записи с 16 лет».

### Brothers(2010—2011)
18 мая 2010 года вышел новый альбом Brothers, состоящий из пятнадцати песен, который был записан в сотрудничестве с Марком Нейлом (Mark Neill). Композиция «Tighten Up» (вошла в саундтрек к FIFA 11) была выпущена перед релизом альбома как сингл вместе с «Howlin' for You» (стала основной музыкальной темой австралийского сериала Cops L.A.C. и оказалась в плей-листе игры NHL 11). В первую неделю альбом разошёлся 73-тысячным тиражом и занял третье место в Billboard Albums chart. Кроме того, «Tighten Up» стал их самым успешным синглом и занял первые позиции в американских чартах. Было выпущено ещё два сингла, не вошедших в альбом: «Ohio» и «Chop and Change».
19 октября группа выпустила iTunes Sessions, которая является частью концертных альбомов iTunes.
26 ноября 2010 года была выпущена специальная версия альбома Brothers.
1 декабря 2010 The Black Keys были номинированы на премию Грэмми в пяти категориях, включая «Лучшая рок композиция (Best Rock Song)», «Лучший альтернативный альбом (Best Alternative Album)».
Brothers занял второе место в рейтинге Best Albums of 2010 по версии журнала Rolling Stone, а сингл «Everlasting Light» оказался на одиннадцатой позиции в категории Best Singles of 2010. 14 декабря 2010 года издание Spin назвало группу лучшей в категории Artist of the Year for 2010.
В феврале 2011 года музыканты выпустили короткий музыкальный фильм под названием Howlin For You. Главные роли картины исполнили: Триша Хелфер, Диора Бэрд, Шон Патрик Флэнери, Кристиан Серратос, Корбин Бернсен, Тодд Бриджес, и Шон Уайт.
10 июня 2011 года The Black Keys отыграли на 10-м ежегодном фестивале музыки Bonnaroo в Манчестере (штат Теннесси). 6 августа 2011 года музыканты приняли участие в первом ежегодном фестивале Kanrocksas в Канзас-Сити (штат Канзас).

### El Camino(2011)
Примерно в марте 2011 года The Black Keys приступили к работе над своим седьмым студийным альбомом El Camino. Как сообщается, запись его осуществлялась в новой студии Дэниэла в Нэшвилле (штат Теннесси).
14 июля 2011 года в интервью для издания Spin The Black Keys заявили об окончании работы над новым альбомом. Также музыканты анонсировали названия нескольких композиций из El Camino — это «Lonely Boy» и «Little Black Submarines».
13 августа 2011 года группа отыграла на 4-м ежегодном Outside Lands Music and Arts Festival в Golden Gate Park в Сан-Франциско (штат Калифорния).
26 октября 2011 года The Black Keys выпустили первый альбомный сингл El Camino под названием «Lonely Boy».
Релиз альбома состоялся 6 декабря и был встречен массой положительной критики. В американском хит-параде Billboard 200 El Camino расположился на второй позиции и разошёлся 206-тысячным тиражом в первую неделю.
Некоторые издания, например Rolling Stone и Time, признали El Camino лучшим альбомом года.

### Turn Blue (2014)
Для записи восьмого студийного альбома, Turn Blue, группа сотрудничала с Danger Mouse, который является сопродюсером и соавтором альбома. Его большая часть была записана на Sunset Sound в Голливуде, с Июля-Августа 2013, дополнительно записывался в Key Club в Бентон Харборе, штат Мичиган, и в Nashville’s Easy Eye Sound в начале 2014. Выпущен 12 мая 2014 года, в записи присутствует психоделический рок, соул с характерным меланхоличным тоном.[92] Первый сингл, «Fever», был выпущен 24 марта.[93]

### Перерыв и «Let’s Rock» (2015-настоящее время)
Во время перерыва Ауэрбах и Карни были вовлечены в несколько сторонних музыкальных проектов. Ауэрбах сформировал группу The Arcs в 2015 году, с которой выпустил альбом Yours, Dreamily, в сентябре. Он также выпустил свой второй сольный альбом, Waiting on a Song, в 2017 году и внес свой вклад в альбомы таких исполнителей, как The Pretenders, A$AP Rocky и Джейк Багг. Тем временем Карни работал продюсером над альбомами Тобиаса Джессо-младшего и Карен Элсон, и он сочинил песню к мультсериалу Netflix «Конь БоДжек» со своим покойным дядей Ральфом Карни. В 2017 году Карни выступил в качестве соавтора, продюсера и барабанщика на Hopeless Romantic, первом студийном альбоме Мишель Бранч за 14 лет. После начала отношений во время работы над альбомом, они были помолвлены в июле 2017 года и поженились в апреле 2019 года.
7 марта 2019 года Black Keys выпустили сингл «Lo / Hi», их первую совместную работу почти за пять лет. Неделю спустя группа объявила о Североамериканском туре в качестве сохэдлайнера с Modest Mouse. 25 апреля Black Keys выпустили «Eagle Birds», второй сингл с их девятого альбома Let’s Rock. «Lo / Hi» стал первым синглом группы, занявшим первое место в чарте Billboard Mainstream Rock. 16 мая группа выпустила третий сингл с альбома «Let’s Rock», «Go».
Девятый альбом группы, «Let’s Rock», был выпущен 28 июня 2019 года.

## Участники
| - Дэн Ауэрбах — вокал, гитара, бас-гитара, фортепиано, орган, синтезатор (2001 — н.в) - Патрик Карни — ударные, перкуссия (2001 — н.в) | - Ник Мувшон — бас-гитара (2010) - Леон Михельс — клавишные, орган, синтезатор, бубен (2010) - Гус Зейферт — бас-гитара, бэк-вокал (2010—2014) - Джон Вуд — клавишные, бэк—вокал, орган, синтезатор, гитара, бубен (2010 — н.в) - Ричард Свифт — бас-гитара, бэк-вокал (2014—2018) † |

## Дискография
Студийные альбомы
- The Big Come Up (2002)
- Thickfreakness (2003)
- Rubber Factory (2004)
- Magic Potion (2006)
- Attack & Release (2008)
- Brothers (2010)
- El Camino (2011)
- Turn Blue (2014)
- Let’s Rock (2019)
- Delta Kream (2021)
- Dropout Boogie (2022)
- Ohio Players (2024)
- No Rain, No Flowers (2025)

## Награды и номинации
- Премии Грэмми

2011 — Награждены «Лучший Альтернативный рок альбом» — альбом Brothers.
2011 — Награждены «Лучшее Рок Вокальное Исполнение Дуэта или Группы» — за песню Tighten Up.
2011 — Награждены «Лучший продюсер года, не классика» — Danger Mouse за песню Tighten Up (The Black Keys).
2011 — Награждены «Лучшая обложка альбома» — альбом Brothers.
2011 — Номинированы «Лучшее Инструментальное Рок Исполнение» — за Black Mud, альбом Brothers
2011 — Номинированы «Лучшая Рок Песня» — за песню Tighten Up, альбом Brothers.
2012 — Номинированы «Лучшее Поп Исполнение Дуэтом или Группой» — за песню Dearest (Rave On Buddy Holly)
2013 — Награждены «Лучший Рок Альбом» — альбом El Camino
2013 — Награждены «Лучшая Рок Песня» — за песню Lonely Boy, альбом El Camino
2013 — Награждены «Лучшая Рок Исполнение» — за песню Lonely Boy, альбом El Camino
2013 — Награждены «Лучший продюсер года, не классика» — Dan Auerbach за альбом El Camino (The Black Keys).
2013 — Номинированы «Альбом года» — альбом El Camino
2013 — Номинированы «Запись года» — за песню Lonely Boy